# Sinopoda chongan
Sinopoda chongan is een spinnensoort in de taxonomische indeling van de jachtkrabspinnen (Sparassidae).
Het dier behoort tot het geslacht Sinopoda. De wetenschappelijke naam van de soort werd voor het eerst geldig gepubliceerd in 2000 door Yajun Xu, Chang-Min Yin & Peng.